# Förbundsförsamlingen (Schweiz)
Schweiz förbundsförsamling (tyska: Bundesversammlung, franska: Assemblée fédérale, italienska: Assemblea federale, rätoromanska: Assamblea federala) är landets lagstiftande församling på federal nivå.
Förbundsförsamlingen är ett tvåkammarsystem där de två kamrarna är Ständerrådet respektive Nationalrådet. Förbundsförsamlingen har sitt säte i Curia Confœderationis Helveticæ i Bern. Oftast arbetar kamrarna var för sig, men vissa typer av ärenden avgörs av den samfällda förbundsförsamlingen.

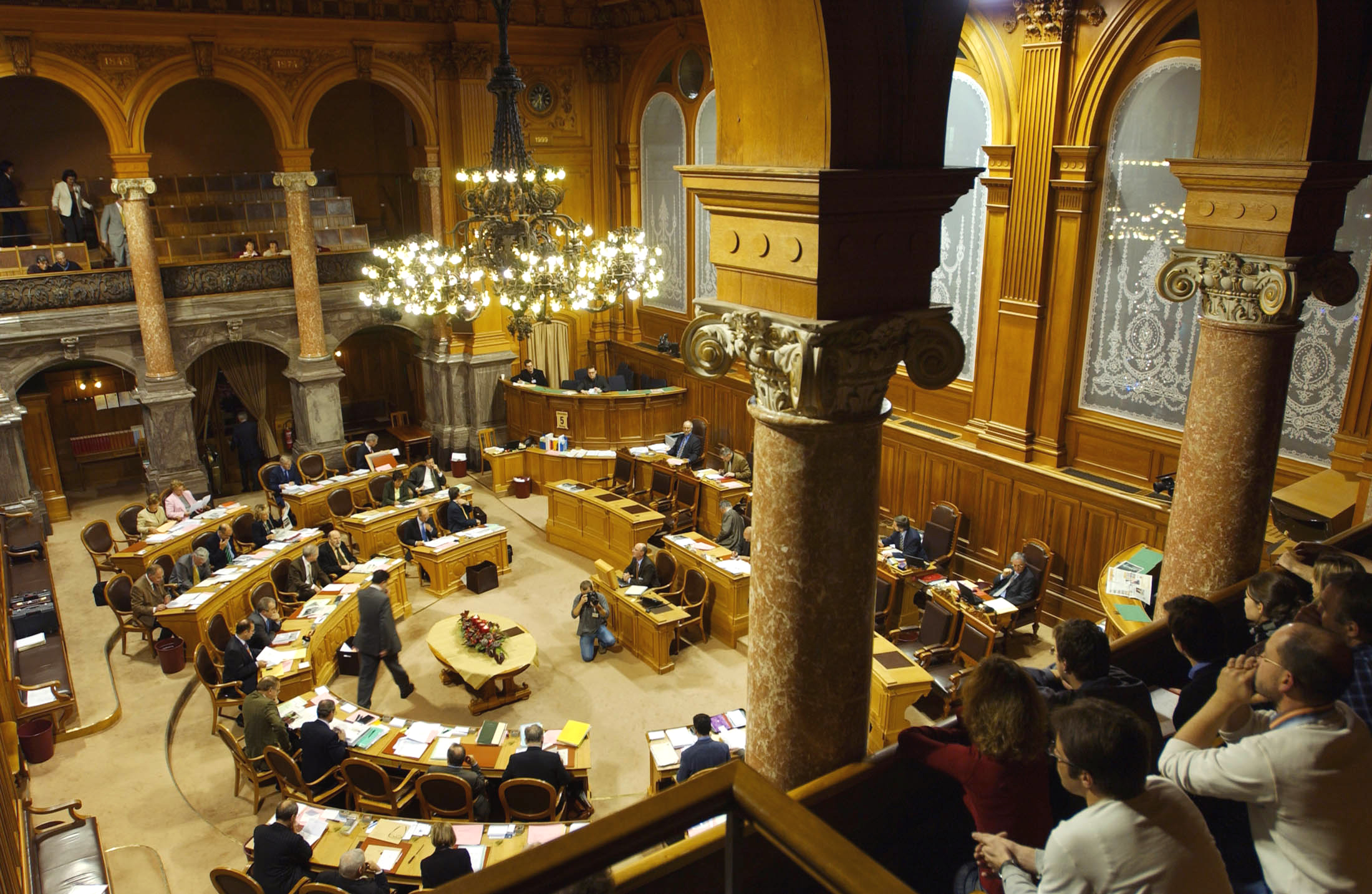
Ständerrådet under ett sammanträde.

## Ständerrådet
Ständerrådet  (tyska: Ständerat, franska: Conseil des États, italienska: Consiglio degli Stati, rätoromanska: Cussegl dals Stadis), som utgör överhuset i det schweiziska parlamentet, har 46 ledamöter och varje kanton har två platser. Kantonerna Unterwalden, Basel och Appenzell är uppdelade i  halvkantoner där varje halvkanton har en representant i Ständerrådet. Ledamöterna i Ständerrådet väljs utifrån respektive kantons lagar. Det vanligaste sättet att tillsätta ledamöterna är genom direkta allmänna majoritetsval. Ledamöterna sitter i perioder om fyra år i Ständerrådet; fram till 1931 var perioderna tre år. Numera har kantonerna samordnat sina val sålunda, att samtliga utom Appenzell Innerrhodens ständerråd väljs på samma dag som allmänt val till Nationarådet äger rum.
Från 1848 till 10 december 2004 hade 820 personer, varav 23 kvinnor, haft en plats i Ständerrådet. Den första kvinnan som tog en plats i Ständerrådet var Lise Girardin (frisinnad) från kantonen Genève. Detta skedde den 29 november 1971 och hon satt endast en mandatperiod. Nästa mandatperiod saknade inledningsvis kvinnor, men den 27 februari 1978 gjorde den andra kvinnan, Emilie Lieberherr (socialdemokrat) från kantonen Zürich, entré i rådet.

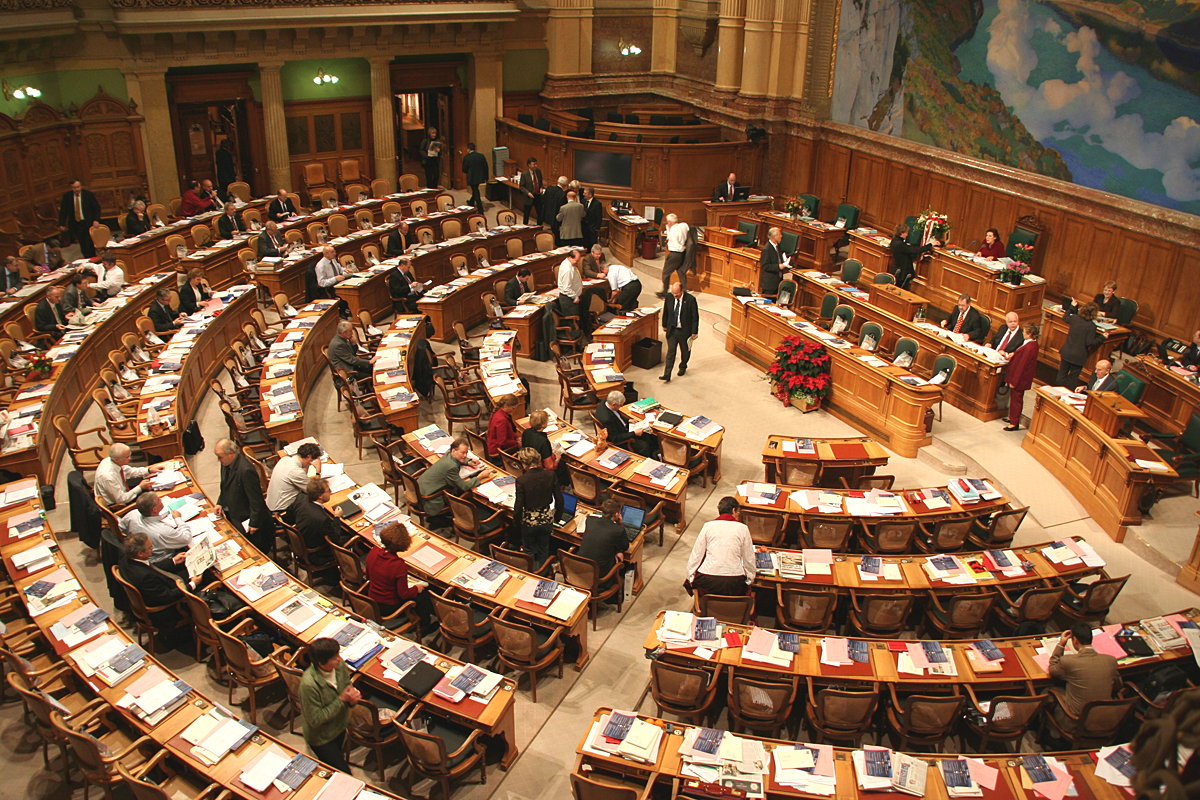
Nationalrådets kammare.

## Nationalrådet

### Historia
Allmänt val till Nationalrådet  (tyska: Nationalrat, franska: Conseil national, italienska: Consiglio nazionale, rätoromanska: Cussegl naziunal), som utgör underhuset i det schweiziska parlamentet, har skett 47 gånger sedan 1848, senaste hölls 2011. Fram till 1931 hölls valen vart tredje år och därefter vart fjärde år. Mellan åren 1848 och 1963 hade respektive kanton en ledamot per 20 000 invånare. 1963 fastställdes antalet ledamöter till 200 och dessa platser fördelas sedan proportionerligt utifrån kantonens invånarantal.
Från 1848 till 10 december 2004 hade 2 700 personer, varav 146 kvinnor, haft en plats i Nationalrådet. Den 29 november 1971 gjorde de första kvinnorna entré i Nationalrådet; de var tio till antalet.

### Ledamöter
Nationalrådet har 200 ledamöter som väljs för en mandatperiod om fyra år. Ledamöterna väljs i allmänna och proportionella val där varje kanton respektive halvkanton utgör en egen valkrets. I valkretsar som bara har ett mandat tillsätts det genom majoritetsval med relativ majoritet. Antalet ledamöter i Nationalrådet är proportionerligt mot antalet invånare i valkretsen, med undantaget att alla kantoner och halvkantoner skall ha minst en plats i Nationalrådet. Kantonerna Uri och Glarus samt ”halvkantonerna” Obwalden, Nidwalden, Appenzell Innerrhoden och Appenzell Ausserrhoden har en ledamot var. Kantonen Zürich är med sina 34 ledamöter den kanton som har störst representation. En plats i Nationalrådet motsvarar ungefär 36 000 invånare.

### Antal ledamöter i Nationalrådet per kanton
| Kanton                 | Antal ledamöter |
| ---------------------- | --------------- |
| Zürich                 | 34              |
| Bern                   | 26              |
| Vaud                   | 18              |
| Aargau                 | 15              |
| Sankt Gallen           | 12              |
| Genève                 | 11              |
| Luzern                 | 10              |
| Ticino                 | 8               |
| Solothurn              | 7               |
| Basel-Landschaft       | 7               |
| Valais                 | 7               |
| Fribourg               | 7               |
| Thurgau                | 6               |
| Basel-Stadt            | 5               |
| Graubünden             | 5               |
| Neuchâtel              | 5               |
| Schwyz                 | 4               |
| Zug                    | 3               |
| Schaffhausen           | 2               |
| Jura                   | 2               |
| Uri                    | 1               |
| Obwalden               | 1               |
| Nidwalden              | 1               |
| Glarus                 | 1               |
| Appenzell Ausserrhoden | 1               |
| Appenzell Innerrhoden  | 1               |

## Samfällda förbundsförsamlingen
Den samfällda förbundsförsamlingen (tyska: Vereinigte Bundesversammlung, franska: L’Assemblée fédérale (Chambres réunies), italienska: L’Assemblea federale plenaria) utgörs av Nationalrådets och Ständerrådets samlade ledamöter. De två kamrarnas representanter kan sammanträda som en samfälld förbundsförsamling för att behandla bestämda saker rörande val, lösning av behörighetskonflikter mellan federala organ, samt benådningar. Det är den samfällda förbundsförsamlingen som väljer förbundsråd, det vill säga ledamöter i landets regering, Förbundsrådet (tysk: Bundesrat, fransk: Conseil fédéral, italiensk: Consiglio federale). Valet sker enligt kommunstyrelseprincipen, det vill säga sålunda att alla de största partierna är representerade i regeringen. Regeringen har sju medlemmar och har samma mandatperiod som parlamentet, fyra år. Förbundspresidenten väljs för ett år i taget bland regeringens medlemmar och fungerar som primus inter pares.